# La Chapelle-Huon
La Chapelle-Huon és un municipi francès situat al departament del Sarthe i a la regió de País del Loira. L'any 2007 tenia 519 habitants.

## Demografia

### Població
El 2007 la població de fet de La Chapelle-Huon era de 519 persones. Hi havia 223 famílies de les quals 58 eren unipersonals (35 homes vivint sols i 23 dones vivint soles), 82 parelles sense fills, 67 parelles amb fills i 16 famílies monoparentals amb fills.
La població ha evolucionat segons el següent gràfic:
Habitants censats

### Habitatges
El 2007 hi havia 278 habitatges, 223 eren l'habitatge principal de la família, 30 eren segones residències i 26 estaven desocupats. 270 eren cases i 5 eren apartaments. Dels 223 habitatges principals, 184 estaven ocupats pels seus propietaris, 35 estaven llogats i ocupats pels llogaters i 4 estaven cedits a títol gratuït; 22 tenien dues cambres, 32 en tenien tres, 70 en tenien quatre i 98 en tenien cinc o més. 150 habitatges disposaven pel capbaix d'una plaça de pàrquing. A 95 habitatges hi havia un automòbil i a 117 n'hi havia dos o més.

### Piràmide de població
La piràmide de població per edats i sexe el 2009 era:
| Homes | Edats   | Dones |
| ----- | ------- | ----- |
| 0     | 95 o +  | 0     |
| 0     | 90 a 94 | 0     |
| 0     | 85 a 89 | 12    |
| 4     | 80 a 84 | 4     |
| 8     | 75 a 79 | 8     |
| 12    | 70 a 74 | 12    |
| 24    | 65 a 69 | 24    |
| 12    | 60 a 64 | 20    |
| 8     | 55 a 59 | 0     |
| 20    | 50 a 54 | 8     |
| 44    | 45 a 49 | 56    |
| 20    | 40 a 44 | 20    |
| 36    | 35 a 39 | 28    |
| 0     | 30 a 34 | 16    |
| 20    | 25 a 29 | 8     |
| 20    | 20 a 24 | 8     |
| 20    | 15 a 19 | 40    |
| 8     | 10 a 14 | 24    |
| 24    | 5 a 9   | 8     |
| 12    | 0 a 4   | 4     |

## Economia
El 2007 la població en edat de treballar era de 332 persones, 269 eren actives i 63 eren inactives. De les 269 persones actives 251 estaven ocupades (140 homes i 111 dones) i 19 estaven aturades (9 homes i 10 dones). De les 63 persones inactives 27 estaven jubilades, 20 estaven estudiant i 16 estaven classificades com a «altres inactius».

### Ingressos
El 2009 a La Chapelle-Huon hi havia 238 unitats fiscals que integraven 563,5 persones, la mediana anual d'ingressos fiscals per persona era de 17.497 €.

### Activitats econòmiques
Dels 15 establiments que hi havia el 2007, 1 era d'una empresa alimentària, 1 d'una empresa de fabricació d'altres productes industrials, 5 d'empreses de construcció, 2 d'empreses de comerç i reparació d'automòbils, 1 d'una empresa immobiliària, 4 d'empreses de serveis i 1 d'una empresa classificada com a «altres activitats de serveis».
Dels 4 establiments de servei als particulars que hi havia el 2009, 1 era un guixaire pintor, 1 fusteria, 1 lampisteria i 1 electricista.
Dels 2 establiments comercials que hi havia el 2009, 1 era una botiga de menys de 120 m² i 1 un drogueria.
L'any 2000 a La Chapelle-Huon hi havia 20 explotacions agrícoles que ocupaven un total de 1.484 hectàrees.

## Equipaments sanitaris i escolars
El 2009 hi havia una escola elemental.

## Poblacions més properes
El següent diagrama mostra les poblacions més properes.